# Enema of the State
Enema of the State (с англ. — «Клизма государства») — третий студийный альбом американской поп-панк-группы Blink-182, выпущенный 1 июня 1999 года лейблом MCA Records. Это первый альбом, спродюсированный Джерри Финном, который будет работать с группой на протяжении ещё двух студийных альбомов (Take Off Your Pants and Jacket и Blink-182). Enema of the State — первая работа Blink-182 с новым барабанщиком Тревисом Баркером, заменившим Скотта Рэйнора. В поддержку альбома вышло три сингла: «What’s My Age Again?», «All the Small Things» и «Adam’s Song», каждый из которых имел большой успех.
Диск собрал множество положительных отзывов и оценок влиятельных изданий и критиков и добился внушительного успеха по всему миру, в результате чего Blink-182 «взлетели» на вершину популярности. Enema of the State стал своего рода «иконой» и эталоном для групп поп-панка. С момента выпуска альбома было распродано более 15 миллионов копий по всему миру, что сделало его самым коммерчески успешным альбомом в дискографии Blink-182.

## Предыстория
После успеха предыдущего альбома Dude Ranch группа проводит несколько концертных туров по всему миру в 1997—1998 годах. Во время турне по США в 1998 году барабанщик Скотт Рэйнор покинул группу. В последующие годы в интернете появилось множество противоречивых версий об уходе Рэйнора. Самой популярной версией является то, что у барабанщика Blink-182 были проблемы с алкоголем, и его попросили уйти из группы. Когда он заявил, что покончил с пьянством, гитарист Том ДеЛонг и басист Марк Хоппус сомневались в искренности этого заявления и посредством телефонного звонка сообщили Рэйнору, что тот уволен из группы. В интервью 2004 года Хоппус и ДеЛонг назвали тур в поддержку Dude Ranch «худшим туром среди всех, что у них были». ДеЛонг также добавил: «В то время у нашего барабанщика были проблемы с алкоголем. На одном из концертов он уронил палочки 10 раз. Очень тревожно было наблюдать, как кто-то губит себя». Рэйнор в интервью AbsolutePunk в 2004 году назвал причиной своего ухода «желание остаться в малой группе вне „мейнстрима“ на фоне растущей популярности Blink-182».
Официально об уходе барабанщика оставшиеся участники группы сообщили 14 июля 1998 года, объясняя это тем, что Рэйнор «переводится назад в школу». Хоппус и ДеЛонг попросили барабанщика Тревиса Баркера из группы The Aquabats (которая выступала на разогреве у Blink-182) играть в их группе до конца тура. Впоследствии Баркер стал постоянным участником Blink-182 и покинул The Aquabats. Известно так же, что Баркер выучил ударные партии к сет-листу турне, состоящему из 20 песен, за один день.

## Запись
Blink-182 официально начали запись в студии с новым барабанщиком в октябре 1998 года. Продюсером выступил Джерри Финн, который будет продюсировать два последующих студийных альбома группы. Два трека, записанных в это время, не вошли в окончательную версию альбома. Это песни «Man Overboard», позже изданная в альбоме The Mark, Tom, and Travis Show: The Enema Strikes Back, и инструментал «Life’s So Boring». В это же время группа также записала студийную версию своей популярной на концертных выступлениях шутки «Family Reunion», которая вошла на сборник мини-композиций Short Music for Short People 1999 года.

## Выпуск
Enema of the State официально вышел 1 июня 1999 года на лейбле MCA Records. Цифровая версия для музыкальных онлайн сервисов (iTunes и Rhapsody) вышла в 2004 году. Австралийская версия альбома с бонус-треками и концертным материалом вышла в 2000 году. Альбом также вышел на CD-Extra с бонусным музыкальным видео и веб-ссылками. На виниле Enema of the State вышел 1 декабря 2009 года под маркой независимого лейбла Mightier Than Sword Records. В поддержку альбома вышло три сингла, каждый из которых попал в чарт Billboard Modern Rock Tracks: «What’s My Age Again?» был выпущен в ноябре 1999 года, и занял вторую строчку; «All the Small Things» был выпущен в январе 2000-го, и возглавил этот хит-парад; «Adam’s Song» был выпущен в сентябре 2000-го, и дошёл до второй строки. На каждый вышедший сингл был снят видеоклип.

## Продажи
Enema of the State со времени выхода 1 июня 1999 года занял девятую строчку в чарте Billboard 200, распространившись копиями количеством 109 000 штук за первую неделю продаж. Альбом стал платиновым в августе 1999-го, а к лету 2000 года количество проданных копий составило 3,3 миллиона. На данный момент Enema of the State стал платиновым 15 раз.

## Критика
| Оценки критиков               | Оценки критиков |
| Источник                      | Оценка          |
| ----------------------------- | --------------- |
| AllMusic                      | [ 21 ]          |
| Billboard                     | [ 22 ]          |
| Chicago Sun-Times             | [ 23 ]          |
| E! Online                     | B               |
| Kerrang!                      | 3/5             |
| Pitchfork                     | 7.5/10          |
| Rolling Stone                 | [ 27 ]          |
| The Rolling Stone Album Guide | [ 28 ]          |
| USA Today                     | [ 29 ]          |
| The Village Voice             | A−              |

Top 40 поставил Enema of the State на первую строчку в своем списке «10 лучших поп-панковских альбомов всех времен»; Guitar World поставил альбом на 66 место в списке «100 лучших гитарных альбомов всех времен»; альбом попал на 34 место в списке «Лучших обложек для альбомов всех времен» телеканала VH1; также Enema of the State попал в список журнала Blender «500 CD, которые Вы должны приобрести прежде, чем умереть».
В 2016 году журнал Rolling Stone включил альбом «Enema of the State» в список величайших панк-рок-альбомов всех времён, а в 2017 году — в список величайших альбомов поп-панка, где альбом занял второе место, уступив лишь «Dookie» Green Day.
В 2023 году обложка альбома заняла 69 место в списке «100 лучших обложек альбомов всех времен» по версии Billboard.

## Список композиций
Слова и музыка всех песен — Марк Хоппус/Том Де Лонг.
| №                   | Название                | Основной вокалист   | Длительность |
| ------------------- | ----------------------- | ------------------- | ------------ |
| 1.                  | «Dumpweed»              | ДеЛонг              | 2:23         |
| 2.                  | «Don't Leave Me»        | Хоппус              | 2:23         |
| 3.                  | «Aliens Exist»          | ДеЛонг              | 3:13         |
| 4.                  | «Going Away to College» | Хоппус              | 2:59         |
| 5.                  | «What’s My Age Again?»  | Хоппус              | 2:28         |
| 6.                  | «Dysentery Gary»        | ДеЛонг              | 2:45         |
| 7.                  | «Adam’s Song»           | Хоппус              | 4:09         |
| 8.                  | «All the Small Things»  | ДеЛонг              | 2:48         |
| 9.                  | «The Party Song»        | Хоппус              | 2:19         |
| 10.                 | «Mutt»                  | ДеЛонг              | 3:23         |
| 11.                 | «Wendy Clear»           | Хоппус              | 2:50         |
| 12.                 | «Anthem»                | ДеЛонг              | 3:37         |
| Общая длительность: | Общая длительность:     | Общая длительность: | 35:23        |

| №   | Название                                   | Основной вокалист | Длительность |
| --- | ------------------------------------------ | ----------------- | ------------ |
| 13. | «Dumpweed» (концерт в Лондоне)             | ДеЛонг            | 2:24         |
| 14. | «All the Small Things» (концерт в Лондоне) | ДеЛонг/Хоппус     | 2:48         |
| 15. | «Dammit» (концерт в Лондоне)               | ДеЛонг/Хоппус     | 2:45         |
| 16. | «Mutt» (концерт в Лос-Анджелесе)           | ДеЛонг            | 3:23         |
| 17. | «Aliens Exist» (концерт в Лос-Анджелесе)   | ДеЛонг            | 3:13         |

| №   | Название         | Основной вокалист | Длительность |
| --- | ---------------- | ----------------- | ------------ |
| 13. | «Family Reunion» | ДеЛонг/Хоппус     | 0:35         |

| №   | Название                                 | Основной вокалист | Длительность |
| --- | ---------------------------------------- | ----------------- | ------------ |
| 13. | «Pathetic» (концерт в Лос-Анджелесе)     | ДеЛонг/Хоппус     | 2:28         |
| 14. | «Untitled» (концерт в Лос-Анджелесе)     | ДеЛонг            | 2:46         |
| 15. | «Josie» (концерт в Лос-Анджелесе)        | ДеЛонг/Хоппус     | 3:19         |
| 16. | «Aliens Exist» (концерт в Лос-Анджелесе) | ДеЛонг            | 3:13         |

| №  | Название                                   | Основной вокалист | Длительность |
| -- | ------------------------------------------ | ----------------- | ------------ |
| 1. | «All the Small Things» (сингловая версия)  | ДеЛонг/Хоппус     | 2:48         |
| 2. | «Dumpweed» (концерт в Лондоне)             | ДеЛонг            | 2:24         |
| 3. | «What’s My Age Again?» (концерт в Лондоне) | ДеЛонг/Хоппус     | 2:58         |
| 4. | «All the Small Things» (концерт в Лондоне) | ДеЛонг/Хоппус     | 2:48         |
| 5. | «Dammit» (концерт в Лондоне)               | ДеЛонг/Хоппус     | 2:45         |

## Участники записи
| Группа - Том ДеЛонг — вокал, гитара - Марк Хоппус — вокал, бас-гитара - Тревис Баркер — барабаны, перкуссия Приглашённые музыканты - Роджер Джозеф Маннинг младший — клавишные в песнях «What’s My Age Again?», «Adam’s Song», «All the Small Things», «Wendy Clear», и «Anthem» Дизайн - Тим Стедман — арт-директор, дизайн - Кейт Тамаширо — дизайн - Дэвид Голдман — фотограф - Джанин Линдмалдер — фотомодель | Производство - Джерри Финн — продюсер, микширование трека «Wendy Clear» - Шон О’Двайер — микширование - Дэррел Харви — ассистент инженера - Джон Нельсон — ассистент инженера - Роберт Рид — ассистент инженера - Майк Фасано — барабанный техник - Рик ДэВо — менеджер - Гэри Эшли — A&R - Брайан Гарднер — мастеринг |

## Позиции в чартах
| Чарт                                | Позиция |
| ----------------------------------- | ------- |
| Австралия (ARIA)                    | 4       |
| Австрия (Ö3 Austria)                | 6       |
| Бельгия/Фландрия (Ultratop)         | 11      |
| Нидерланды (Album Top 100)          | 39      |
| Финляндия (Suomen virallinen lista) | 23      |
| Франция (SNEP)                      | 60      |
| Германия (Offizielle Top 100)       | 18      |
| Италия (Classifica album)           | 5       |
| Новая Зеландия (RMNZ)               | 2       |
| Норвегия (VG-lista)                 | 31      |
| Шотландия (Scottish Albums Chart)   | 15      |
| Швеция (Sverigetopplistan)          | 23      |
| Швейцария (Schweizer Hitparade)     | 13      |
| США (Billboard 200)                 | 9       |

| Год  | Сингл                  | Чарт                   | Позиция |
| ---- | ---------------------- | ---------------------- | ------- |
| 1999 | «What’s My Age Again?» | Billboard Hot 100      | 58      |
| 1999 | «What’s My Age Again?» | Modern Rock Tracks     | 2       |
| 1999 | «What’s My Age Again?» | Mainstream Rock Tracks | 19      |
| 1999 | «What’s My Age Again?» | Top 40 Mainstream      | 28      |
| 1999 | «What’s My Age Again?» | Top 40 Tracks          | 40      |
| 1999 | «What’s My Age Again?» | Adult Top 40           | 36      |
| 1999 | «All the Small Things» | Billboard Hot 100      | 6       |
| 1999 | «All the Small Things» | Modern Rock Tracks     | 1       |
| 1999 | «All the Small Things» | Top 40 Mainstream      | 8       |
| 2000 | «All the Small Things» | Top 40 Tracks          | 17      |
| 2000 | «All the Small Things» | Adult Top 40           | 29      |
| 2000 | «Adam’s Song»          | Modern Rock Tracks     | 2       |

## Сертификации
| Уровни продаж и сертификации |               |                |                   |
| Страна                       | Сертификация  | Уровень продаж | Дата сертификации |
| Австралия                    | 2× платиновый | 140 000        | 2000              |
| Австрия                      | золотой       | 10 000         | 2000-08-30        |
| Канада                       | 4× платиновый | 320 000        | 2000-09-13        |
| США                          | 5× платиновый | 4 540 000      | 2001-02-26        |